# ممارسة الإناث الطب في أوروبا الحديثة المبكرة
تميزت أوروبا الحديثة المبكرة بفترة انتقالية داخل عالم الطب. أصبحت الجامعات المخصصة للأطباء أكثر شيوعًا وأصبح التدريب المعياري مطلبًا. خلال هذا الوقت، بدأت بعض الجامعات في تدريب النساء كقابلات، ولكن الخطاب ضد المعالجات الإناث كان في ازدياد. بدأت الأدبيات ضد المرأة في الطب في القرن الثالث عشر، وأفسح العصر الحديث المبكر المجال لنداء واسع النطاق للترخيص والتدريب المناسب للقابلات، والذي لم يكن متاحًا إلى حد كبير.
ومع ذلك، استمرت النساء في ممارسة الطب داخل الأسرة، كما يتضح من كتب الوصفات التي احتفظت بها العديد من النساء وتوارثن من جيل إلى جيل. «لقد نشأت النساء على معرفة كيفية صنع الأدوية وكيفية استخدامها». نشأت جذور الطب داخل أوروبا إلى حد كبير من النساء ومعرفتهن.
كانت الممارسات الطبيات يتقاضين أجورًا وبدون أجر. كانت النساء معالجات سواء تم تعويضهن أم لا، ولكن كان من الصعب فصلهن إلى تخصصات كما هو الحال مع المعالجين الذكور، لأن النساء لم يكن لديهن نقابات رسمية. وقد أدى ذلك إلى بعض الالتباس حول دور المرأة في الواقع عندما يتعلق الأمر بالطب.

## العمل بأجر

### الممرضات

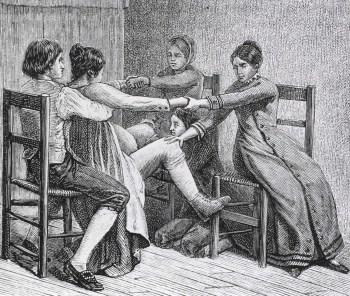
مساعدة المجتمع للمرأة على الولادة مع وجود قابلة.

كانت خطوة الممرضة حديثة بالنسبة لمعايير الطبية. أصبح التدريب الجامعي معيارًا للأطباء الذكور وبدأ القلق المتزايد ينتشر في جميع أنحاء أوروبا فيما يتعلق بالممرضات وتدريبهن، في القرن السادس عشر. لم ينافس الرجال الممرضات في رعاية الولادة حتى تم استجواب تدريب الممرضات. استغرق الأمر أربعة قرون حتى يصبح الرجال الأغلبية في الولادة
قال مؤيدو الترخيص الممرضات نهن يعلمن تجارة الولادة من خلال التجربة ، اتهمت الممرضات بممارسة السحر. في جميع أنحاء أوروبا ، كانت الممرضات والسحر روابط قوية. وشملت أسباب هذه العلاقات، إلى جانب استخدامهم للأعشاب والمخاليط ، بما في ذلك بلونا شديد السمية ، جعلهم هدفًا للكنيسة وادعاءات بالسحر. عرفت النساء أن البرغوث يساعد في المخاض وأن بعض الأعشاب مثل نبات النعناع البري أو السافين «أجبرت الدورات» ، أو بعبارات أبسط ، تسببت في الإجهاض. نما عدم الثقة في القابلات ، وخاصة بين الطبقات المتوسطة والعليا.

### المعالجات
عبر التاريخ الأوروبي، تعلمت النساء علم الشفاء، في أغلب الأحيان منذ الطفولة. عندما كان الطب مهنة في القرن الثالث عشر في أوروبا، بدأ إبعاد المعالجون من النساء عن المعالجة. بدأ طلب التراخيص لممارسة الطب، ولكن مع ذلك، تم فرض هذا فقط على بعض العملاء. كانت النساء المتعلمات اللواتي غالبًا ما يشاركن العملاء مع الأطباء المدربين هم المجموعة الأكثر استهدافًا لهذه الفحوصات.
في حين أن النساء المتعلمات غالبًا ما يتم استهدافهن لافتقارهن إلى ترخيص، فإن النساء الفقيرات كانوا الأكثر عرضة لاتهامات بالسحر، يرجع ذلك جزئيًا إلى الثقة التي تتمتع بها النساء، اللواتي يطلق عليهن أيضًا اسم «المعالجين بالسحر»، في قدرتهن على الشفاء. كرهت الكنيسة أن المعالجات يعتمدن بشدة على حدسهن وأنهن يثقن بإمكانية اكتشاف علاجات جديدة.
تتكون تلك العلاجات من مستحضرات عشبية مختلفة. لقد نظروا إلى الأعشاب والنباتات لإمكاناتها الطبية. كانت هناك أيضًا نساء كيميائيات. واحدة من هؤلاء النساء، كما سجلتها الليدي آن كليفورد، كانت والدتها والتي كانت من محبي دراسة الطب وممارسة الكيمياء. لقد أعدت أدوية ممتازة أفادت الكثير للكثيرين.

## العمل بدون أجر
كانت العديد من النساء معالجات داخل المنزل. كان يُنظر إلى الشفاء على أنه «سلسلة متصلة من الرعاية المنزلية». كانت المعرفة بالنباتات الطبية والأعشاب يتم تمريرها عبر المجتمع من خلال الكلام الشفهي وأيضًا عبر الأجيال.